# ウラル-4320

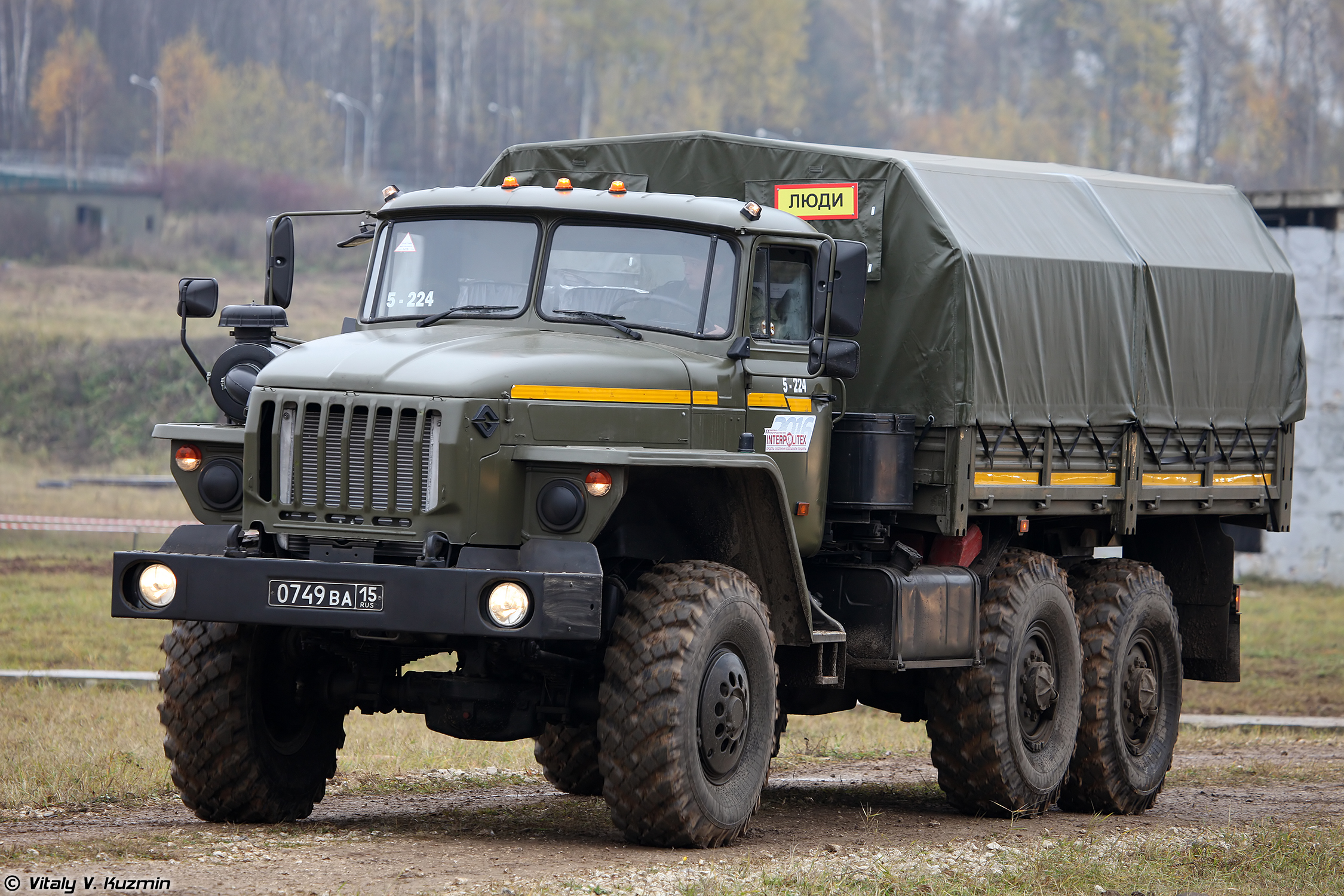
ウラル-4320

ウラル-4320（ロシア語: Урал-4320、英語: Ural-4320）は、ロシアのウラル自動車工場で設計・製造された6×6の多目的・オフロードトラックである。

## 概要
ソ連時代の1977年に生産が開始され、現在も生産が続けられている。ウラル-4320はウラル-375Dの発展型で、様々なバージョンが存在している。外見はウラル-375Dとよく似ているが、大きな改良点としてはディーゼルエンジンの採用があり、ウラル-375Dの欠点の1つであった燃費の悪さが大きく改善された。主に、当初はソビエト連邦軍が、現在ではロシア軍が軍用トラックとして使用している。旧ソ連から独立した各国の軍でも引き続き使用されており、その他の国へもロシアから輸出されている。
ウラル-4320は、頑丈で修理が簡単で信頼性があるトラックで、総輪駆動という車軸構成により貨物や人員、トレーラーや牽引式榴弾砲をあらゆる形態の道路や地形で運搬・牽引できる。また多連装ロケットランチャーを搭載したBM-21 "グラート"の車台としても使用されている。バリエーションとして4×4仕様のウラル-43206が存在している。
本トラックが牽引する砲の代表的なものとしてD-30 122mm榴弾砲や2A65 152mm榴弾砲があるが、その他の砲もウラル-375Dが牽引していたものは基本的にウラル-4320で牽引可能である。
ロシア軍の最新装備である120mm迫撃砲2B11の機械化バリエーション120mm迫撃砲システム2S12では、当初のGAZ-66トラックに替わり現在ウラル-43206-0651が組み合わせられており、移動時には荷台後端にスロープをかけて台車に載せた2B11をウインチで荷台に引き上げ、砲・弾薬・人員をまとめて輸送する方式となっている。
ソ連のアフガニスタン侵攻においてソビエト連邦軍は、ウラル-4320の荷台に対空機関砲ZU-23-2を積載してガントラックを仕立てあげ、ZSU-23-4シルカと共に輸送車列の護衛に使用した。
軍用以外でも民間仕様として通常のトラックや給油車が販売されているほか、消防車、ごみ収集車、木材運搬用などが存在する。ウラル-4320の車台に1BA15やURB-3A3といった掘削用ドリルやぐらを搭載した、水・石油・ガスの井戸掘削機械も存在する。
ウラル-4320の車両デザインは、第二次世界大戦中に生産されたGMC CCKW及びスチュードベーカーUS6を起源とする。
当初はKAMAZ製KAMAZ-740エンジンを使用していたが、KAMAZのエンジン生産工場の火災が原因で1993年に供給が停止されたため、以降はヤロスラヴリエンジン工場（ロシア語: Ярославский моторный завод）製のYamZ-238M2及びYamZ-236M2エンジンを使用することとなった。YamZ-236M2エンジンの車両はボンネット部分のデザインをKAMAZ-740エンジン時代から変更なしであったが、YamZ-238M2エンジンの車両はボンネットが前方に延長された。
1990年代中頃より、民生用ウラル-4320ではフロントバンパー内部に前照灯を埋め込むデザイン変更を行い、以前に前照灯が置かれていたボンネット左右のウイング部分の穴には合成樹脂の栓がはめ込まれるようになった。しかしながらロシア国防省からの要望により、軍用トラックとしては引き続き、ウイング部分に前照灯を装着した仕様で製造が行われている。

## 主要諸元
| ウラル-4320トラック 主要諸元 | ウラル-4320トラック 主要諸元                                                                           | ウラル-4320トラック 主要諸元                                                                           |
| ---------------------------- | --- | --- |
| 型番                         | ウラル-4320-31                                                                                         | ウラル-4320-10                                                                                         |
| エンジン形式                 | YamZ-238M2 エンジン                                                                                    | YamZ-236M2 エンジン                                                                                    |
| キャビンデザイン             | 前置エンジン                                                                                           | 前置エンジン                                                                                           |
| 定員                         | 3名 | 3名 |
| 全長                         | 7,630mm                                                                                                | 7,380mm                                                                                                |
| 全幅                         | 2,500mm                                                                                                | 2,500mm                                                                                                |
| 全高                         | 2,715mm 3,005mm（荷台幌使用）                                                                          | 2,715mm 3,005mm（荷台幌使用）                                                                          |
| 総重量                       | 15,050kg                                                                                               | 13,675kg                                                                                               |
| 貨物搭載重量                 | 6,000kg                                                                                                | 5,000kg                                                                                                |
| 牽引時トレーラー重量         | 11,500kg                                                                                               | 11,500kg                                                                                               |
| 車軸構成                     | 総輪駆動 6×6                                                                                           | 総輪駆動 6×6                                                                                           |
| サスペンション               | solid axles, leaf springs, rear wheels at balance-cart                                                 | solid axles, leaf springs, rear wheels at balance-cart                                                 |
| 最高速度                     | 85km/h                                                                                                 | 75km/h                                                                                                 |
| エンジン                     | 水冷 V8 ディーゼル                                                                                     | 水冷 V6 ディーゼル                                                                                     |
| パワー                       | 240PS（177kW）                                                                                         | 180PS（132kW）                                                                                         |
| トランスミッション           | five-speed gearbox, two-speed distributor box with interaxle locked differential.                      | five-speed gearbox, two-speed distributor box with interaxle locked differential.                      |
| Body                         | metal, with tailgate, removable bows and a canopy, two foldable side and one removable middle benches. | metal, with tailgate, removable bows and a canopy, two foldable side and one removable middle benches. |
| カーゴの定員                 | 27 | 27 |
| タイヤ                       | 空気圧はOI-25 14.00-20 HC（PR）14                                                                      | 空気圧はOI-25 14.00-20 HC（PR）14                                                                      |

初期モデルはKAMAZ740 V8 ディーゼルエンジン。
排気量は10,857cc（bore/stroke 4.72"）、圧縮比16:1。パワーは210PS（156kW）@ 2,600rpm。トルクは470ft·lbf（637N·m）@ 1,500rpm。

## ラインナップ
形態の違いにより、型式番号の数字頭4-5桁、その後の2桁が次のように付番される。

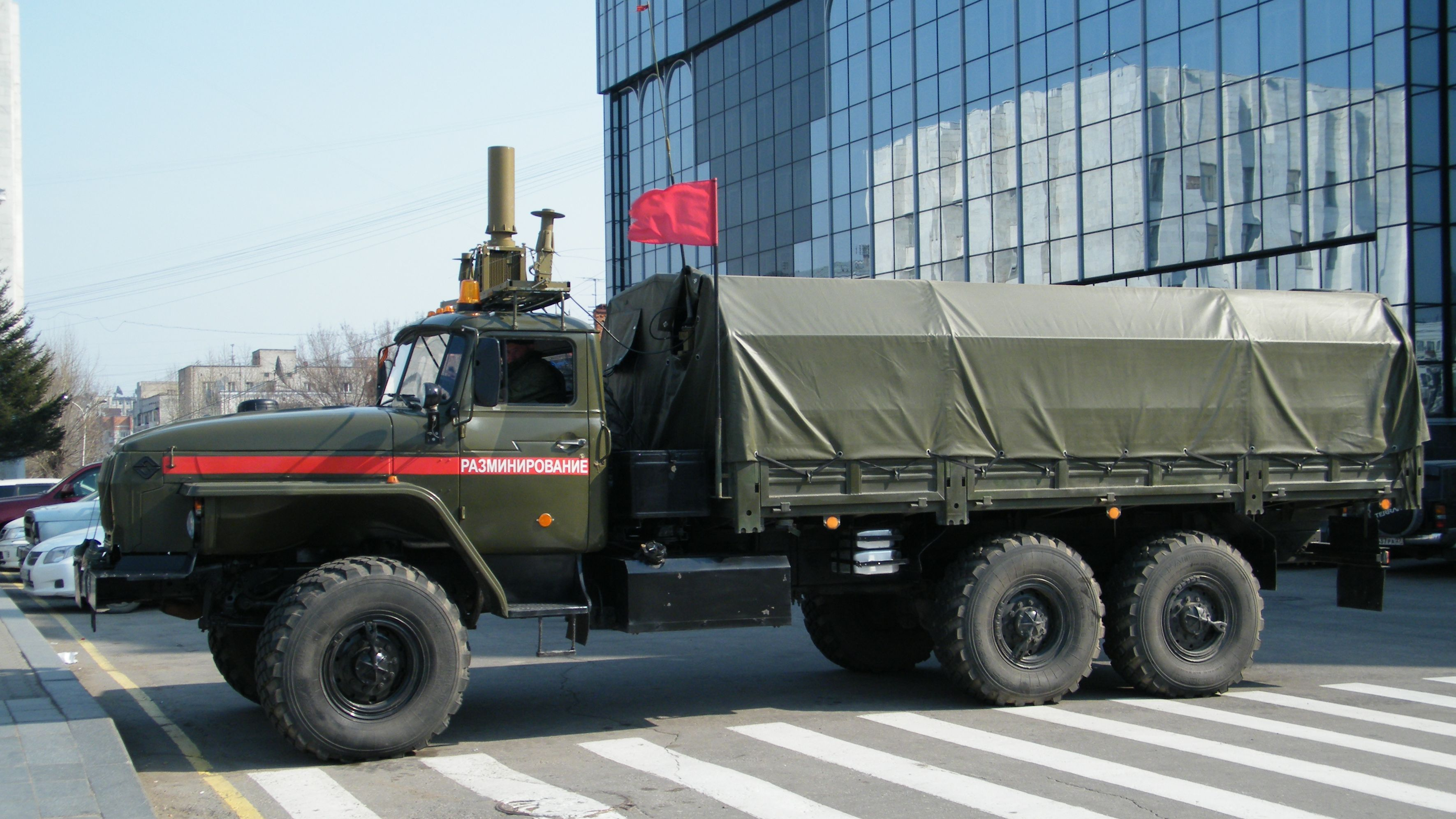
ウラル-4320-19

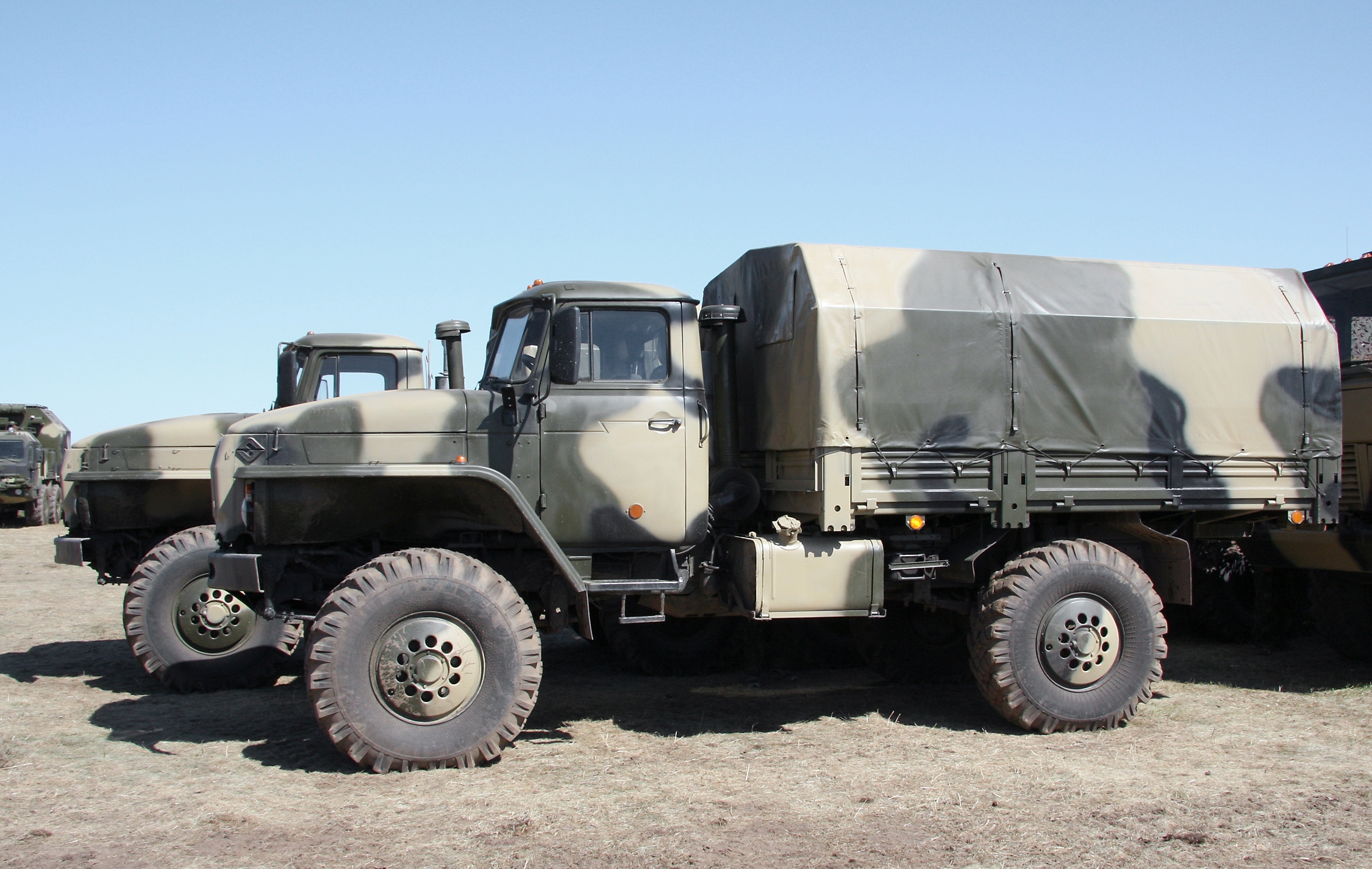
ウラル-43206 4x4

- ウラル-4320-**** - ** - 標準的（クラシック）な金属製キャビンを持った車台で、およそ7.9トンの荷物を積載できる。
  - ウラル-4320-19 ** - ** - ロング車台、積載量12トン。
  - ウラル-43203-**** - ** - 前軸に強化サスペンションを装備。
  - ウラル-43204-**** - ** - 強化車台となっており、積載量が増加している。
  - ウラル-43206 - 4×4仕様。180hpのJAMZ-236ディーゼルエンジンを搭載、積載量4.2トン。車軸数は減ったが全長はウラル-4320-10よりわずかに伸びている[3]。
    - ウラル-43206-41" - 230hpのJAMZ-236NE2ターボディーゼルエンジンを搭載。
    - ウラル-43206-0551" - 4×4仕様で2列座席4ドアのキャビンを装備、積載量3.6トン。
- ウラル-44202-**** - ** - セミトレーラーをあらゆる形態の道路で牽引可能なトラクタートラック。
- ウラル-5557/55571- **** - ** - 幅広で直径が小さな、車内から空気圧を一括操作可能な(Central tire inflation system)タイヤを装備して荒地の走行性能を高めた車台。特装車にも用いられる。

キャビンと荷台のオプションに対する付番。

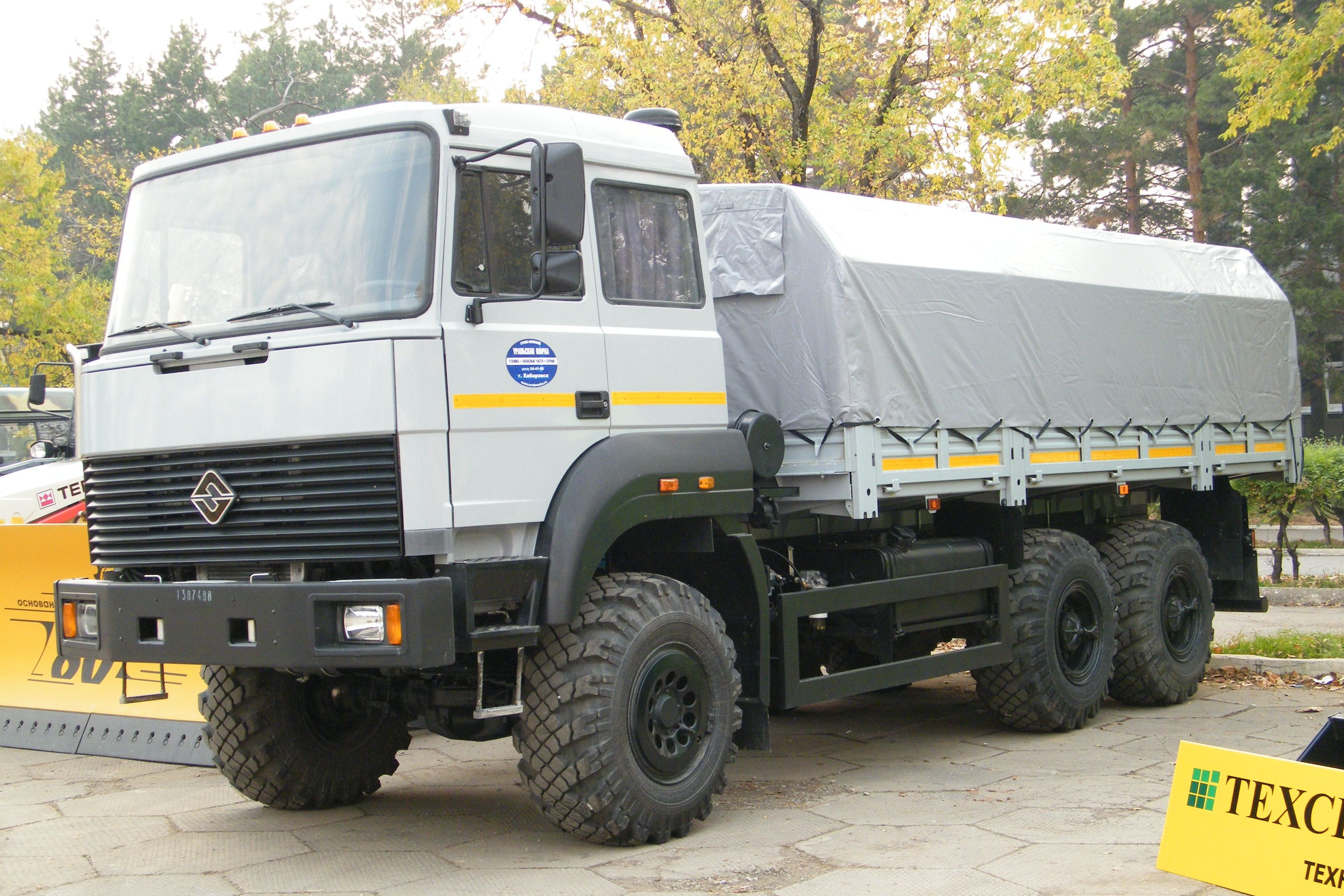
ウラル-4320-5557

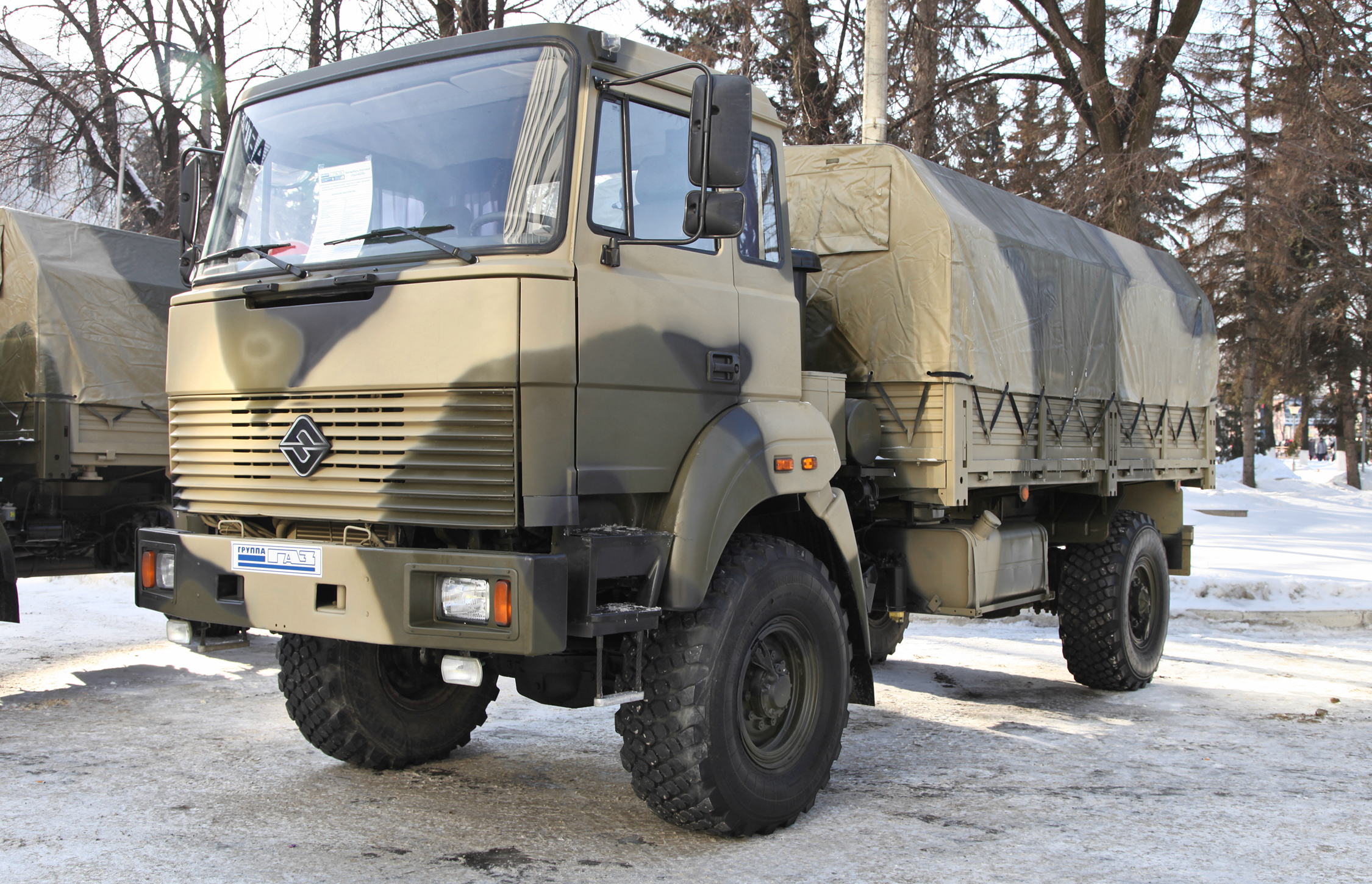
新型イヴェコキャビン装備ウラル-43206

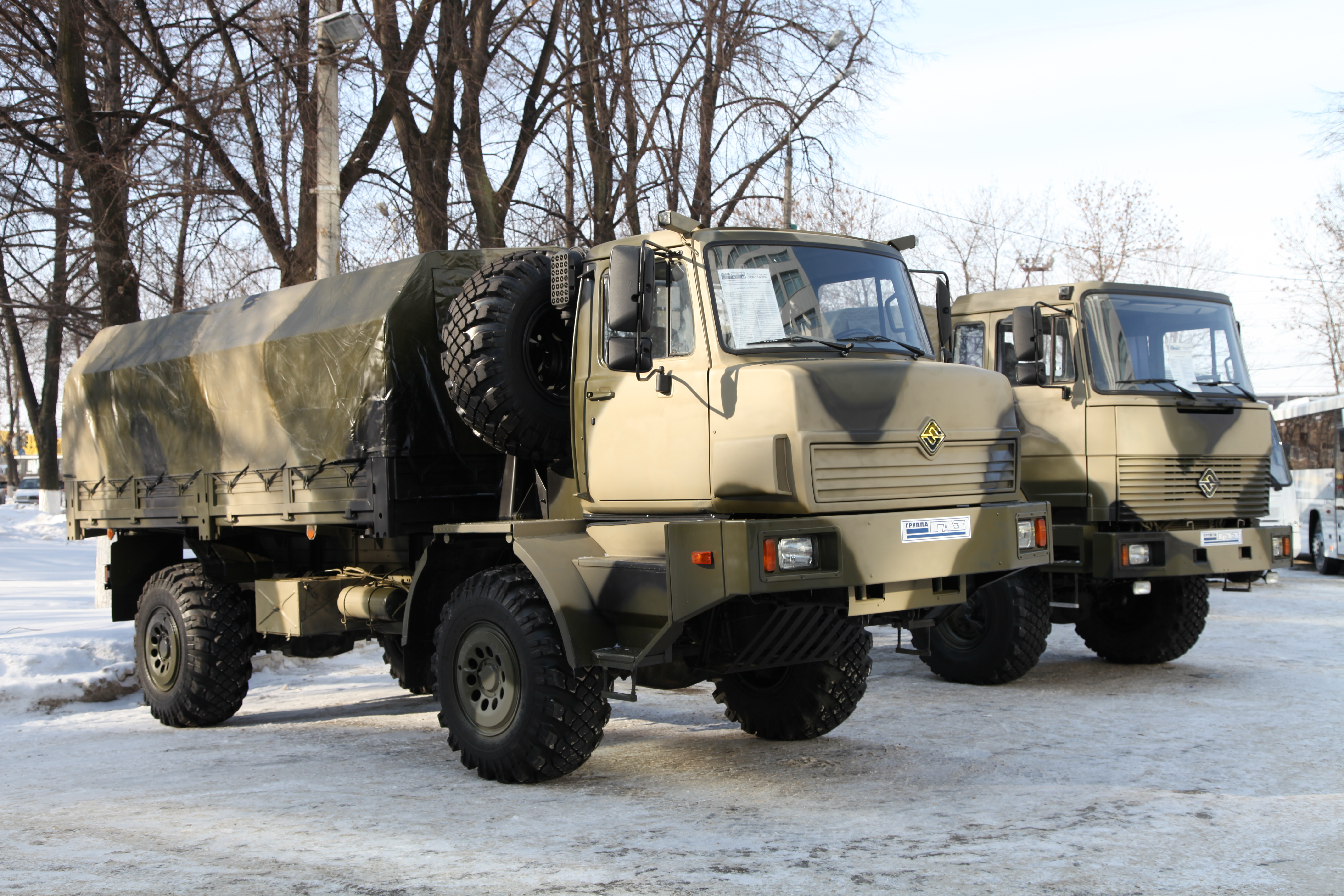
ウラル-432065とウラル-43206

- ウラル-4320/5557 - 40/41 - 全金属製で3人乗り2ドアのキャビン。2列座席4ドアもある。
- ウラル-4320/5557 - 44 - 全金属製で3人乗り2ドアのキャビン、仮眠用寝台を備える。

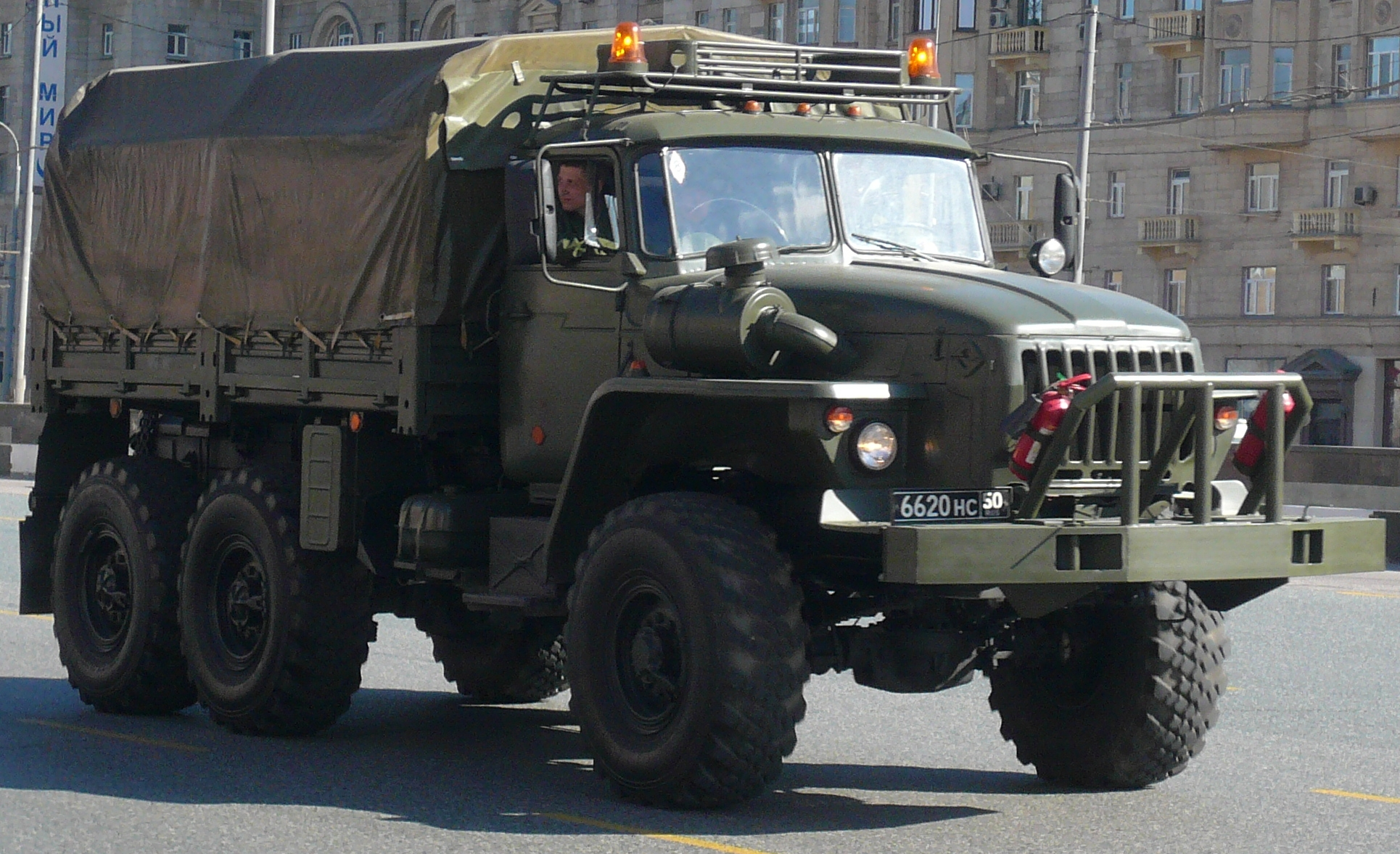
ウラル-4320/5557 - 48/58/59 - ボンネット容積を増やし座席のスプリングを良くした、快適な新型キャビン。
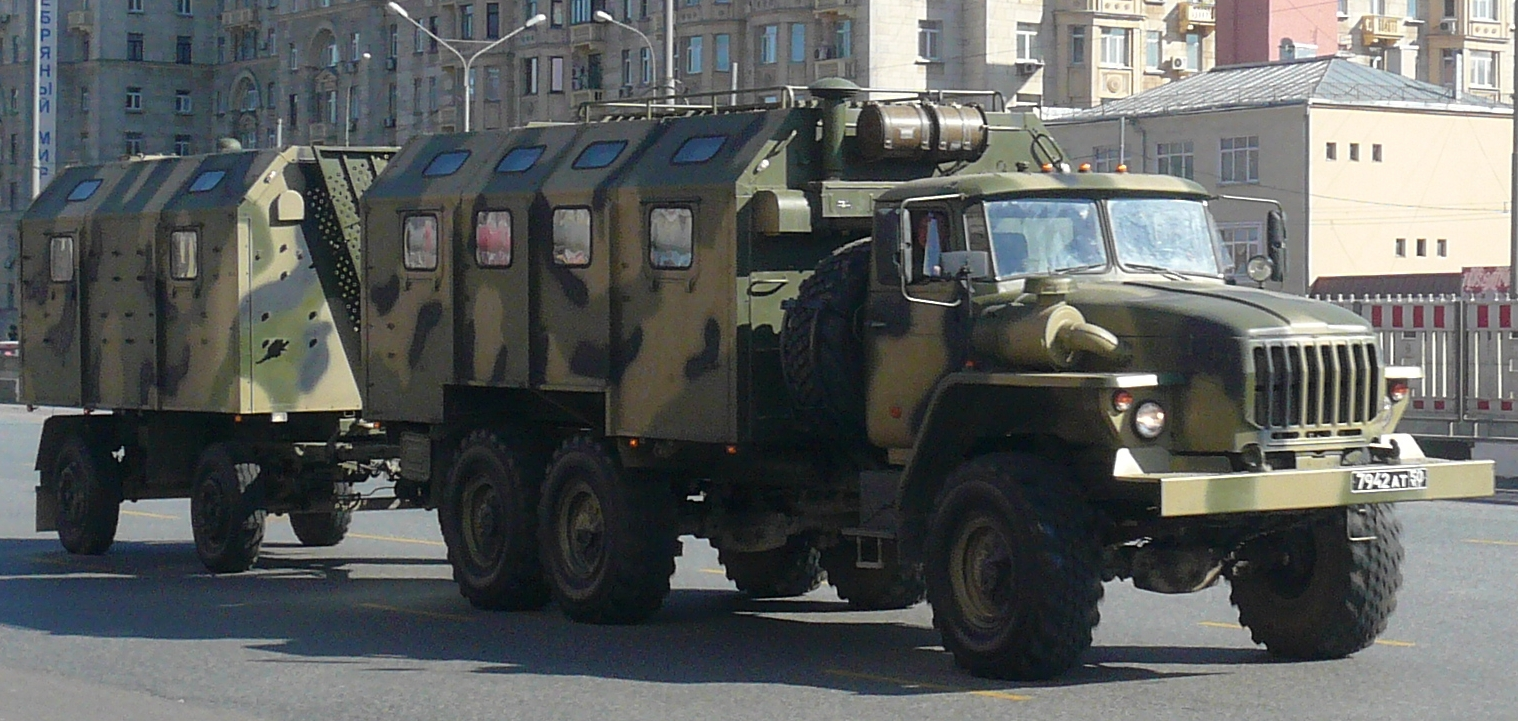
フルトレーラー
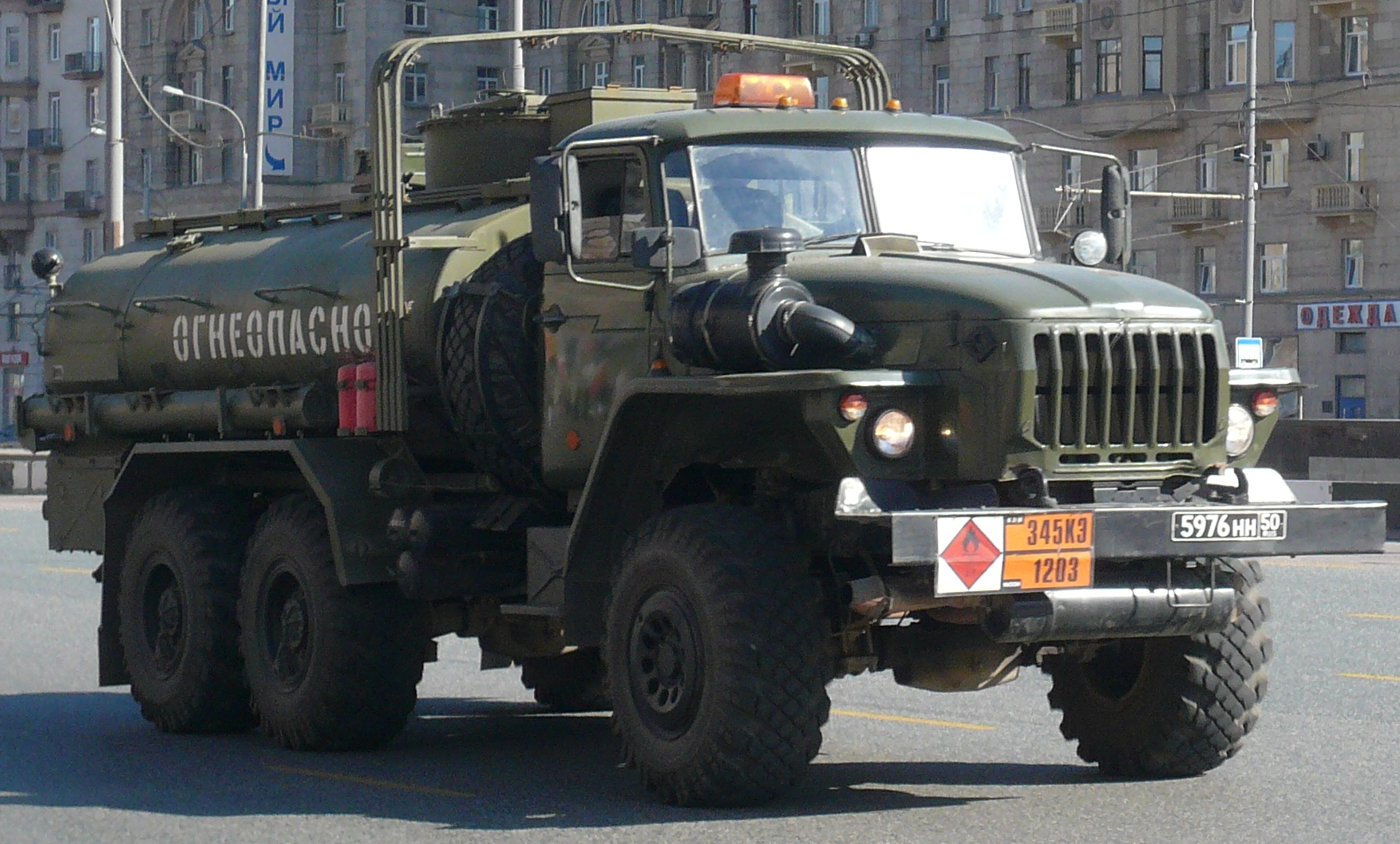
給油車
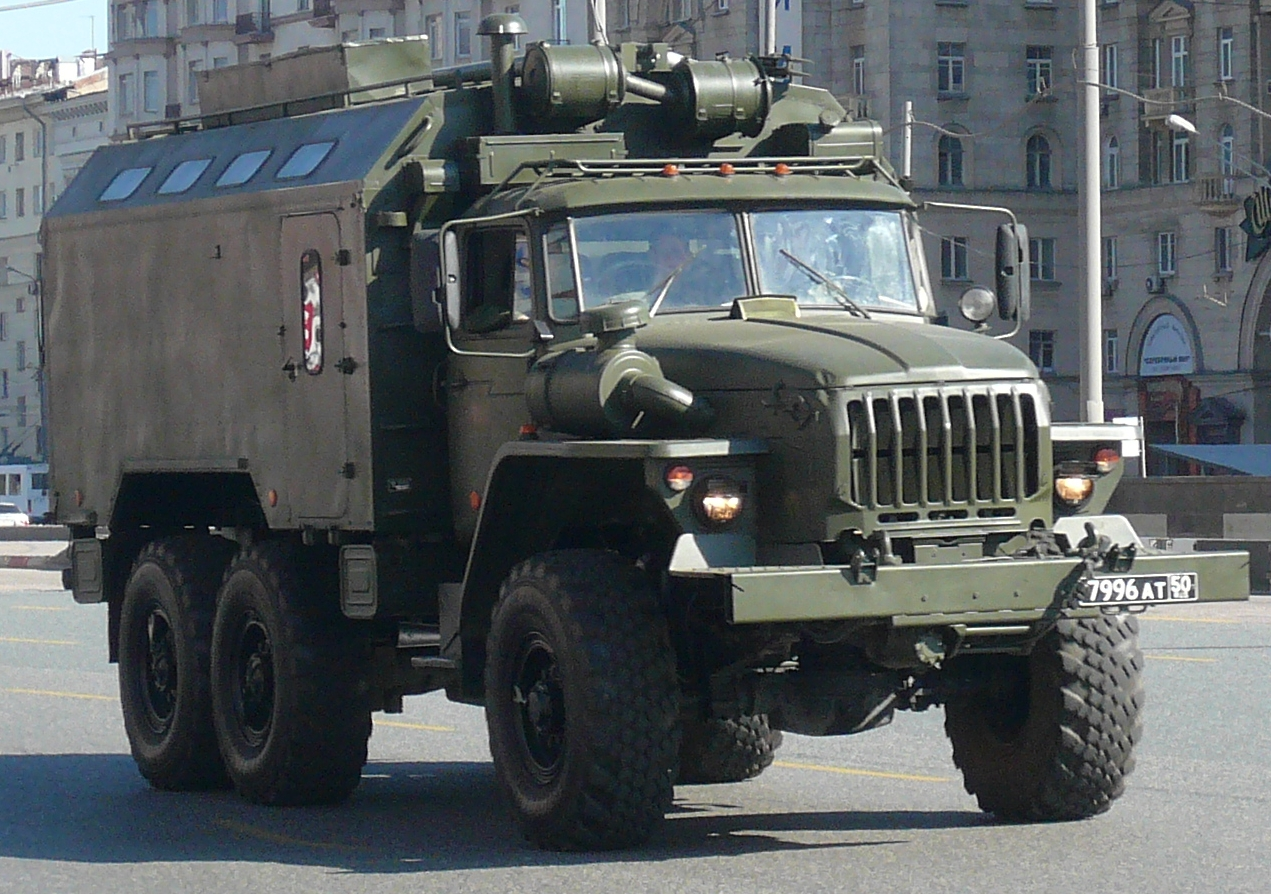
KUNGシェルター

すべてのバージョンでイヴェコ製キャブオーバー型キャビンを装着することもできる。。

## バリエーション

### 軍用
標準的貨物歩兵輸送トラック
風雨を防ぐための幌がついたオープン荷台で、2つの折りたたみ可能ベンチ・1つの取り外し可能ベンチが備えられる。歩兵・武器・その他補給物資の輸送用。
密閉シェルター形態
KUNG（ロシア語: КУНГ）と呼ばれる、金属製の四角い密閉シェルターを積んだもの。移動指揮所・通信施設・移動工房などに使用される。
給油車ATZ
ガソリンや航空燃料などの石油を輸送するタンクに、他の車両や航空機に対して給油を行う設備が付随する車両。
車体とタンクの大きさによって、ウラル-43206ベース4×4のATZ-5、ウラル-4320ベースのATZ-6.5・ATZ-10・ATZ-11.5、ウラル-5557ベースのATZ-7.5・ATZ-9、ウラル-44202に牽引されるトレーラーのATZ-22等が存在する。
民間用としても使用される。
石油輸送タンク車
ガソリンなどの石油を輸送するタンク車として、ウラル-5557ベースのAMZ-7、ウラル-44202に牽引されるトレーラーのAPPTs-15等が存在する。
民間用としても使用される。
飲料水タンク車
飲料水や清涼飲料を輸送するタンク車として、ウラル-4320もしくは5557ベースで、ATsPT-4.7、OTA-6、OTA-8、ATsPT-10等が存在する。
航空電源車APA-5D・APA-5DM
飛行場において軍用機のエンジンを始動するための電力を供給するための車両。ウラル-4320ベースのAPA-5Dと、それを近代化したバージョンのAPA-5DMが存在する。トーイングトラクターとしての役割も担う。
戦車運搬車
ウラル-44202-30トラクターにCHMZAP-93853-55Uセミトレーラーを組み合わせたもの。運搬可能な重量が20.5トンまでであり、主力戦車を運搬することはできず軽量な歩兵戦闘車等用である。
- トラック
- フルトレーラー
- 給油車
- KUNGシェルター

### 民間用
積載形トラッククレーン
通常型荷台のウラル-5557に積載形トラッククレーンを装備したもの、ウラル-58491。
ダンプカー
ウラル-5557にはダンプカーが用意される。
ポールトレーラー
長尺の木材や金属パイプなどを輸送するためのトラックトラクター、ウラル-5960-10。積載形トラッククレーンも選択可能。
木材輸送トラック
ウラル-6902。積載形トラッククレーンも選択可能。
トラックバス
荷台のかわりに乗客を乗せるための客室を備えたワゴントラック。ウラル-43206ベース4×4のウラル-32552、ウラル-4320ベース6×6のウラル-3255/32551等が存在する。
掘削用ドリル車
水・石油・ガスなどの井戸を掘削するためのドリルやぐらを備えた車両。
蒸気発生ボイラー車
空気コンプレッサー車
トラッククレーン
油圧ショベル
セルフローダー
故障したり泥地にスタックした車両をクレーンやウインチで牽引救助し、必要であれば積載運搬するトラック。
アームロール車
産業廃棄物の回収用に、脱着式コンテナを積み降ろしできる機構を備えたウラル-4320トラック。
消防車
冬季作業車両
除雪車やロータリー車が用意されている。

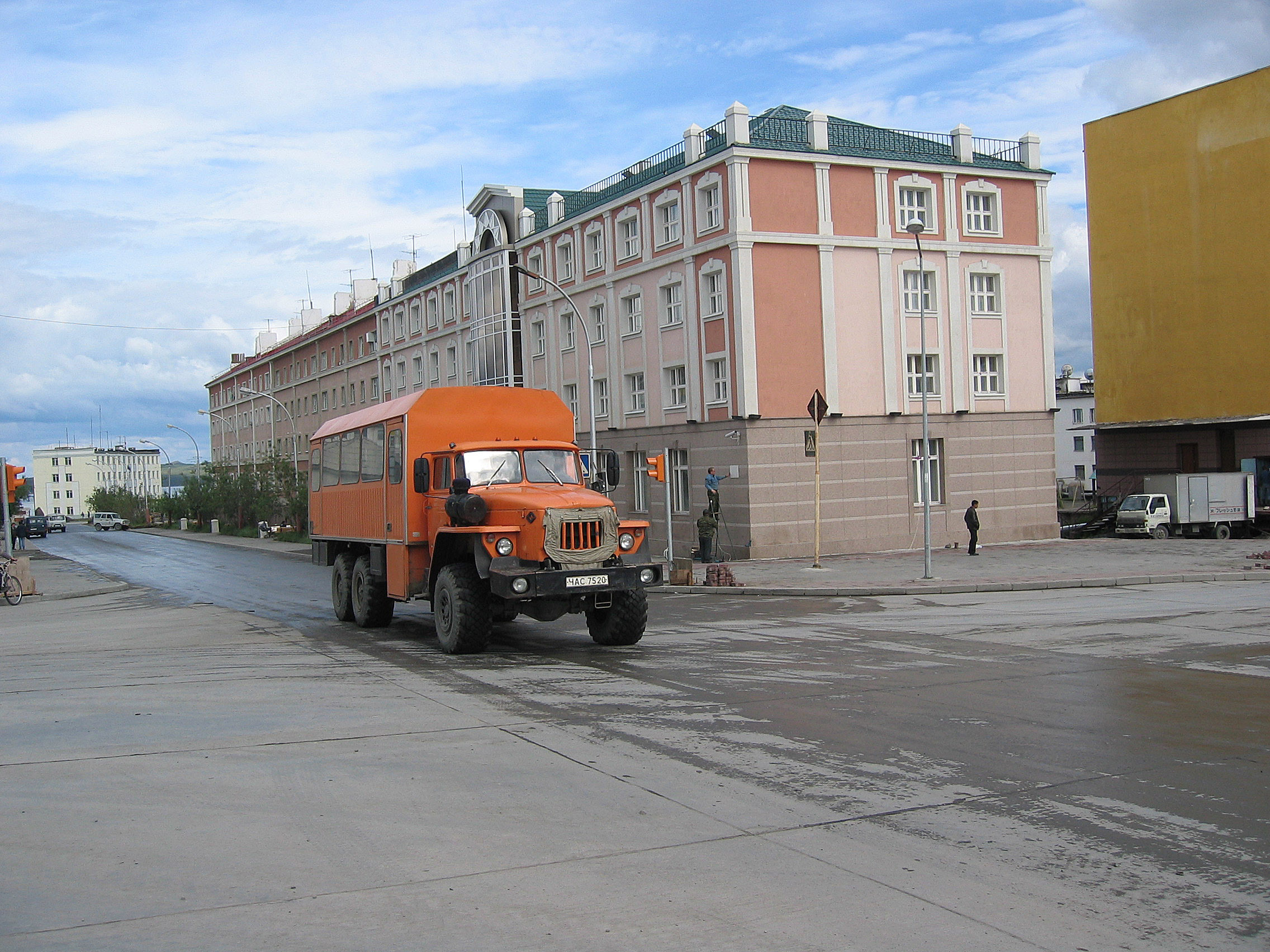
ウラル-4320トラックバス
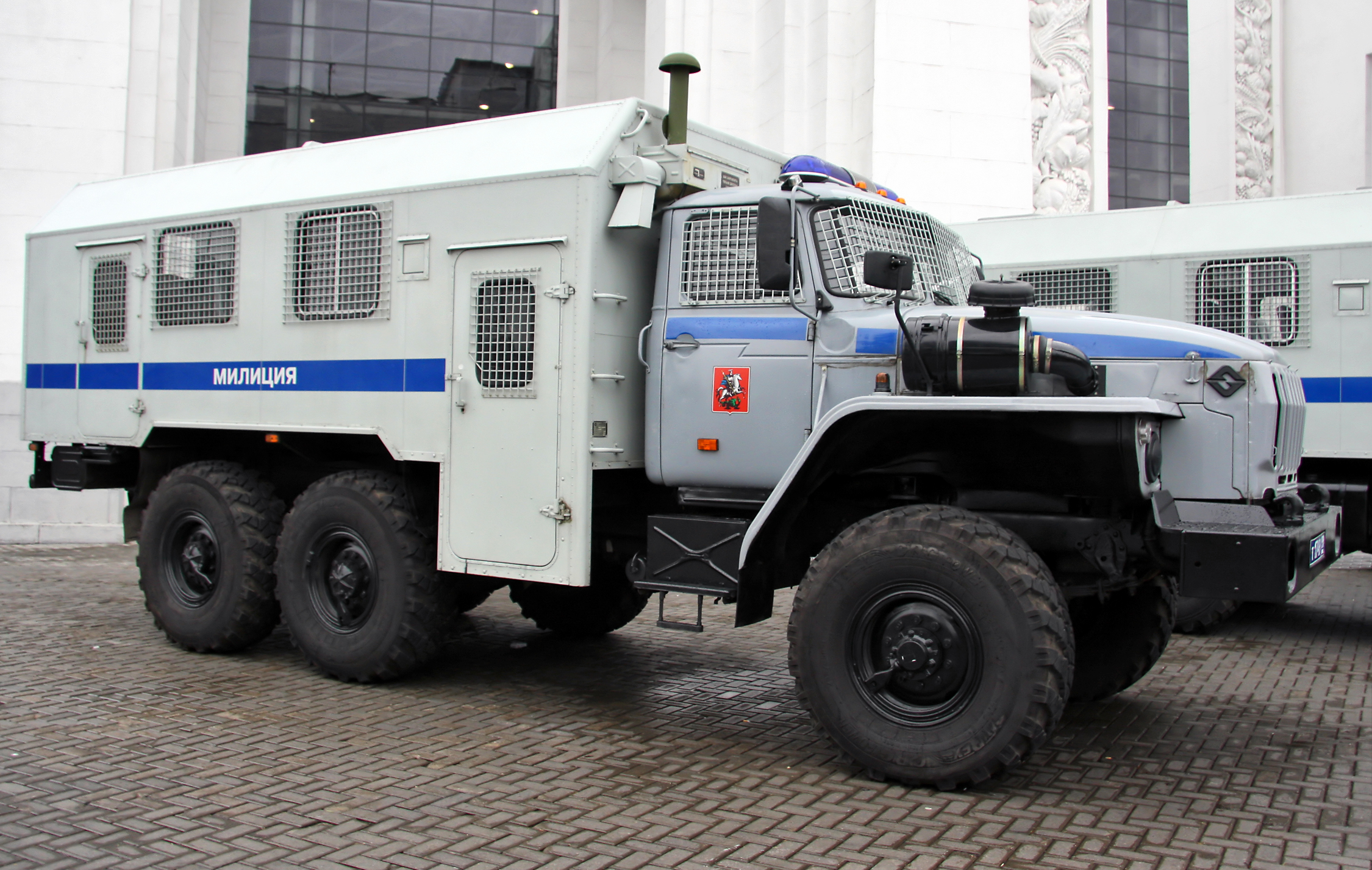
モスクワ市警察のウラル-572060（VM-4320）
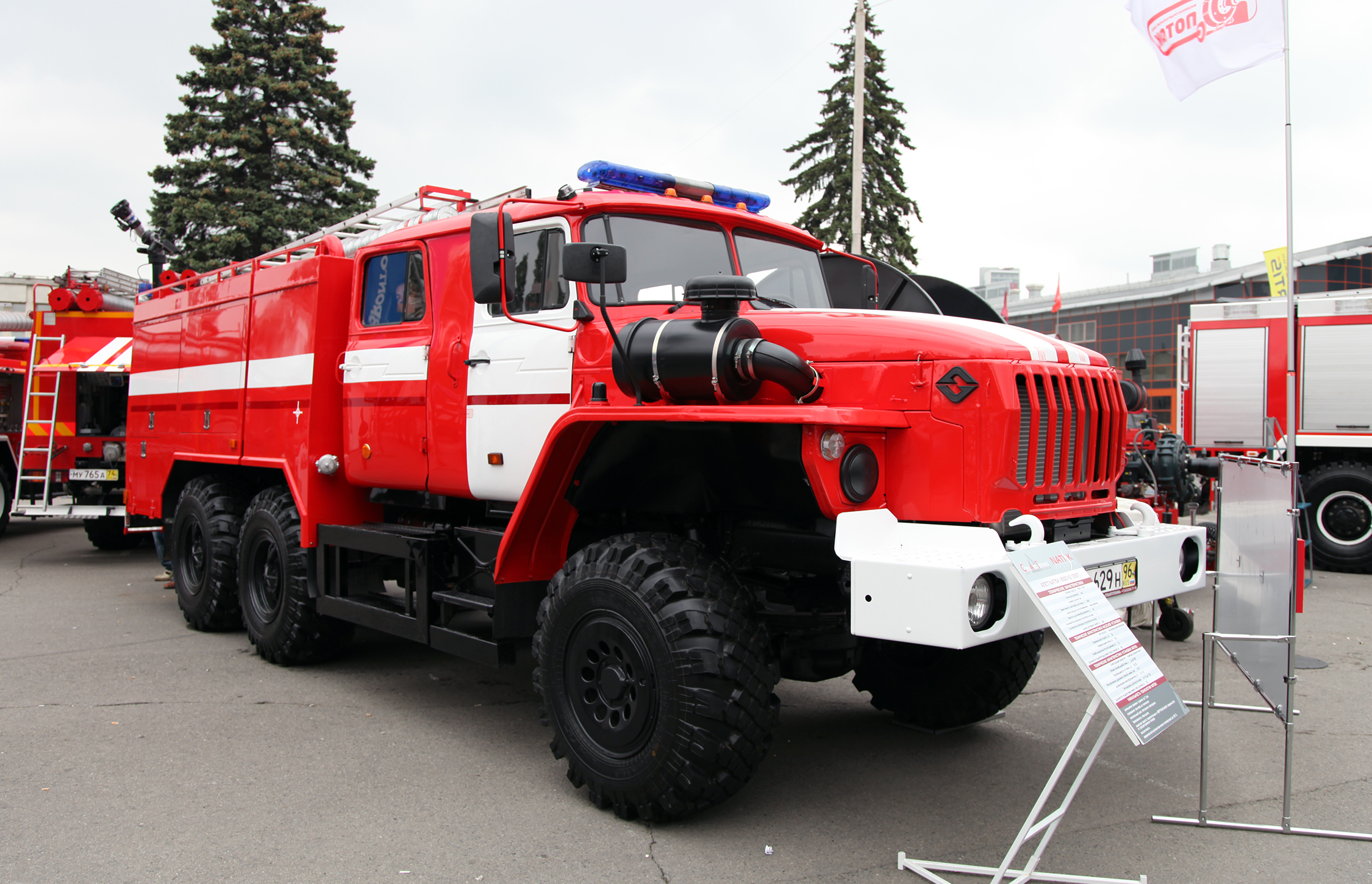
ウラル-5557シャシーのNATISK-3000消防車
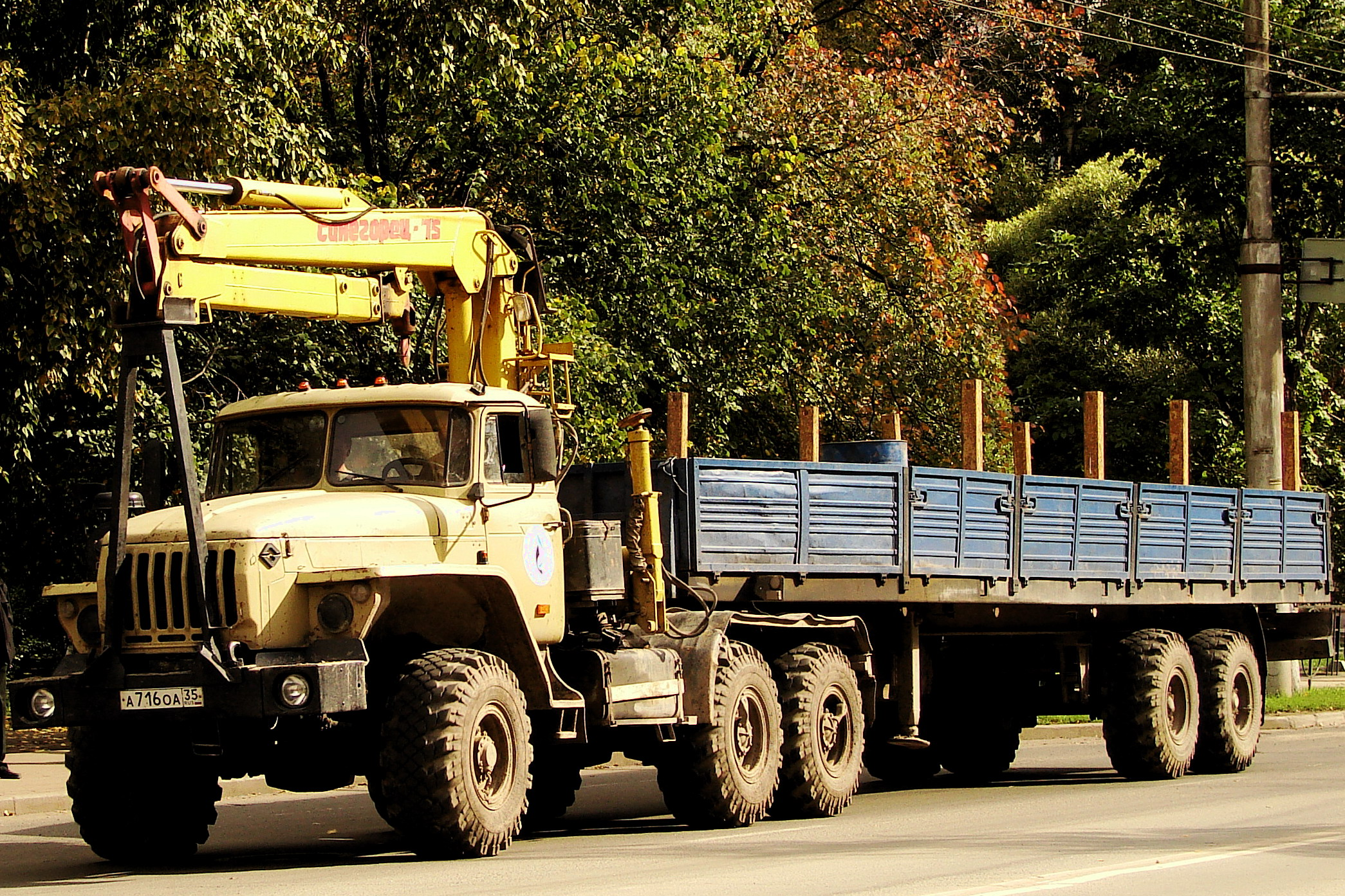
油圧クレーン装備のウラル-4420と平台トレーラー

## 登場作品

### ゲーム
『ARMA 2』
ロシア連邦軍などが使用。
『Digital Combat Simulator』
プレイヤーが操作することはできないAI専用ユニットとして、非武装のトラック・装甲トラック・給油車・消防車のほか、荷台にZU-23-2を積載した自走式対空砲タイプが登場。プレイヤーやAIが操縦する航空機の爆撃目標、あるいは脅威となる。
簡易的なFPS化を行う有料アドオン・モジュール『DCS: Combined Arms』を導入すると、プレイヤーが本車を運転することが可能となる。ZU-23-2が載った自走式対空砲タイプでは機関砲を操作し戦闘を行うこともできる。
『Ex Machina: Меридиан 113』
『Spintires 2014』
イギリス製のオフロードトラックドライビングシミュレーターゲーム。運転可能車両として登場。
『Project Reality（BF2）』
ロシア連邦軍・中東連合軍（MEC）などの輸送車両として歩兵輸送型、物資輸送型の2種が登場。また、自由シリア軍の兵器として、荷台にZU-23-2を搭載した物が登場する。
『エースコンバット アサルト・ホライゾン』
SRNやNRFが物資輸送に使用する他、味方として給油車仕様が登場し、プレイヤーの機体に給油する。
『コール オブ デューティシリーズ』
『CoD4』
ロシア超国家主義派グループが使用。
『CoD:MW2』
ロシア軍が使用。
『CoD:MW3』
ロシア軍が使用。
『バトルフィールド バッド カンパニー』
ロシア連邦軍が使用。プレイヤーも運転可能。
『マーセナリーズ』
北朝鮮反乱軍のトラックとして登場する。
『メタルギアソリッドV』
「Zi-GRA 6T」という名称で登場。ソ連軍が使用し、鹵獲する事でプレイヤーも運転可能。